# Riksdagen 1883
Riksdagen 1883 ägde rum i Stockholm.
Riksdagens kamrar sammanträdde i gamla riksdagshuset den 15 januari 1883. Riksdagsarbetet inleddes ceremoniellt genom riksdagens högtidliga öppnande i rikssalen på Stockholms slott. 
Riksdagen avslutades den 14 juni 1883.